# 虛談症
虛談症（Confabulation）是指心理学中人類對於自己或世界產生一種虛構、扭曲或误解性的記憶錯誤。即使有證據否定他們的記憶，但當事人仍然會非常相信他們的記憶是正確 。他們記憶錯誤的程度，可以只是細微的記憶扭曲，也可以是荒誔的虛構創造。